# Castelló de Farfanya
Castelló de Farfanya (spanisch Castellón de Farfaña) ist eine katalanische Gemeinde (municipio) mit 544 Einwohnern (Stand: 2024) in der Provinz Lleida im Nordosten Spaniens. Sie liegt in der Comarca Noguera. 

## Geographische Lage
Castelló de Farfanya liegt etwa 23 Kilometer nordnordöstlich von Lleida in einer Höhe von ca. 360 m. 

## Bevölkerungsentwicklung
| Jahr      | 1970 | 1981 | 1991 | 2001 | 2011 | 2021 |
| Einwohner | 1001 | 680  | 605  | 584  | 559  | 529  |

## Sehenswürdigkeiten
- Burganlage von Castelló de Farfanya
- Marienkirche
- Michaeliskirche

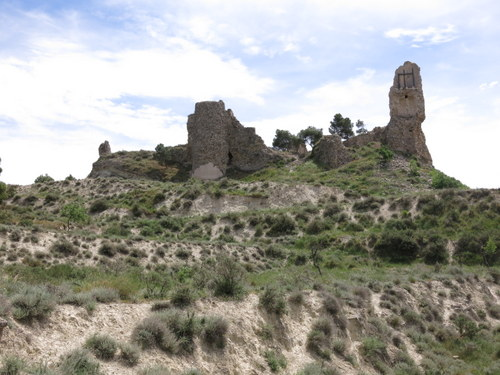
Burgruine
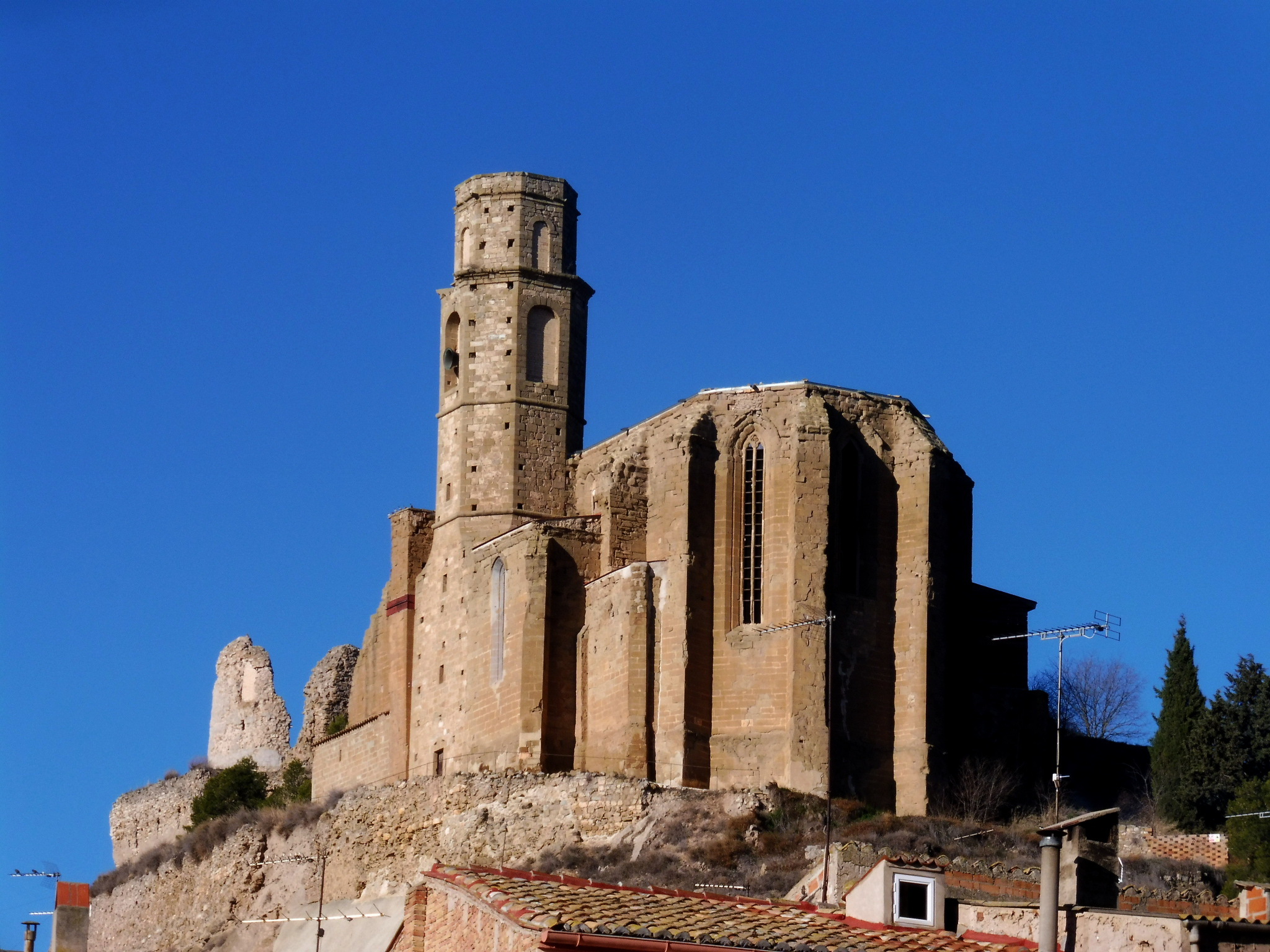
Marienkirche
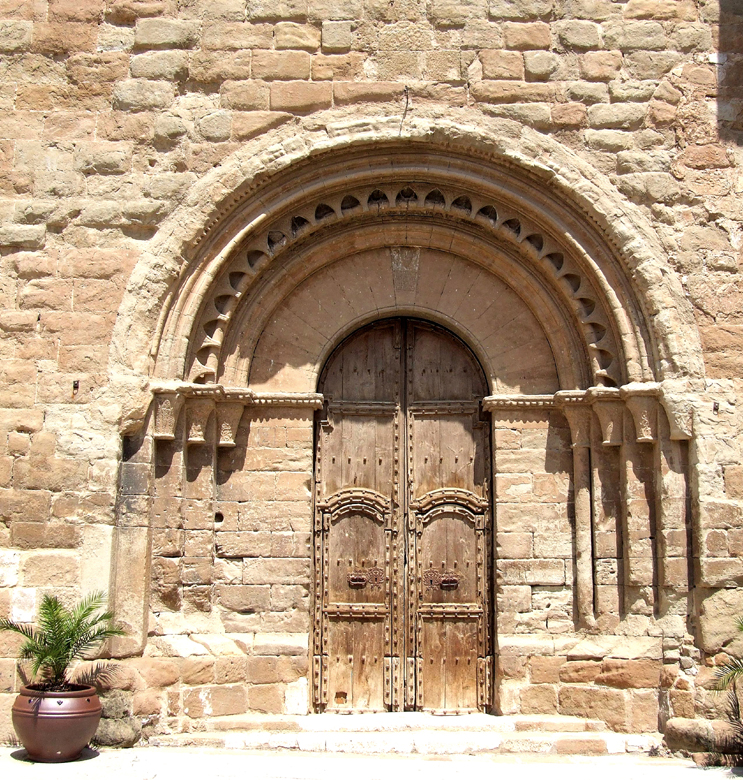
Michaeliskirche
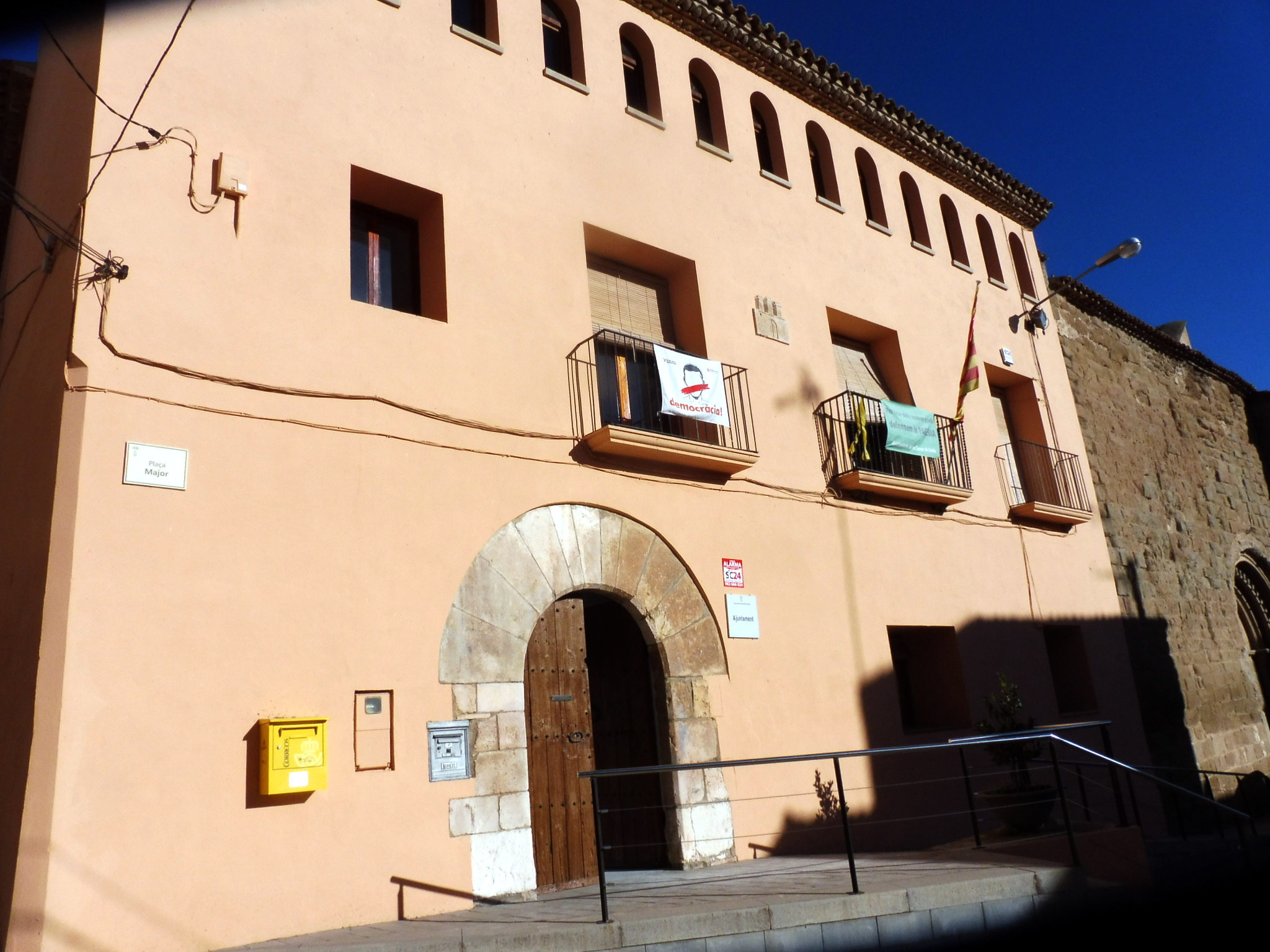
Rathaus